# 枳根荘村
枳根荘村（きねしょうむら）は、大阪府豊能郡にあった村。現在の能勢町の西半にあたる。

## 地理
- 山岳：城山、行者山、剣尾山、深山、三草山
- 河川：山辺川、山田川、長谷川

## 歴史
- 1889年（明治22年）4月1日 - 町村制の施行により、能勢郡今西村・山辺村・天王村・山田村・森上村・長谷村・平野村・垂水村・稲地村・上杉村・神山村の区域をもって枳根荘村が発足。
- 1896年（明治29年）4月1日 - 所属郡が豊能郡に変更。
- 1931年（昭和6年）1月1日 - 西郷村と合併して昭和村が発足。同日枳根荘村廃止。